# Isospin
In fisica delle particelle, l'isospin (o spin isotopico o spin isobarico) è una grandezza fisica, o numero quantico, associata all'interazione forte. Deve il nome all'analogia della struttura matematica, basata sul gruppo di Lie SU(2), con quella dello spin, pur avendo caratteristiche fisiche diverse.

## Origine dell'idea
Studiando il nucleo atomico ci si chiese come mai fosse stabile invece di sfaldarsi a causa della repulsione coulombiana, visto che i suoi componenti carichi hanno solo carica positiva (protoni). Per spiegare questo comportamento si ipotizzò una nuova forza, la forza nucleare forte, che sviluppasse un'attrazione tra nucleoni in grado di superare la repulsione elettrica.
Per spiegare la simmetria fra il protone e il neutrone rispetto a questa nuova forza, Werner Karl Heisenberg introdusse nel 1932 il concetto di isospin, che costituì una base fondamentale per gli sviluppi teorici successivi, fino al soddisfacente inquadramento teorico dell'interazione forte con l'elaborazione della cromodinamica quantistica negli anni settanta del Novecento. Il termine isospin fu introdotto nel 1937 da Eugene Wigner.
L'isospin, matematicamente simile allo spin, è rappresentato da un vettore adimensionale con una propria legge di conservazione (o simmetria) che si esplica nelle reazioni tra nucleoni in cui interviene la forza forte. Quasi mezzo secolo dopo la sua introduzione venne evidenziato che esso deriva dalla più generale simmetria di sapore.

## Simmetria
L'idea di Heisenberg era che protoni e neutroni fossero due stati della stessa particella, il nucleone, analoghi agli stati up e down di una particella con spin 1/2. I protoni, ad esempio, erano considerati analoghi allo stato spin-up e i neutroni a quello spin-down. Anche se si trascura la loro carica, protone e neutrone non sono completamente simmetrici, il neutrone è leggermente più massivo, e quindi l'isospin non è una simmetria perfetta della forza nucleare forte.
I generatori infinitesimali dell'isospin si trasformano come rappresentazione aggiunta tridimensionale di SU(2). In una rappresentazione a spin 1/2, i generatori di isospin sono descritti dalle matrici di Pauli. Nella formulazione originale della teoria di Yang-Mills, protoni e neutroni erano descritti come due componenti di un doppietto di isospin, appartenente alla rappresentazione fondamentale di SU(2), e interagenti per mezzo dei bosoni di gauge SU(2).
Nel modello standard, l'invarianza dell'isospin dell'interazione forte è un risultato del fatto che le particelle che differiscono solo per la sostituzione di un quark up con un quark down come protoni (uud) e neutroni (udd), si comportano allo stesso modo, poiché le interazioni forti sono indipendenti dal "sapore" delle particelle. Quindi, l'invarianza dell'isospin appare come una conseguenza dell'invarianza del sapore delle interazioni forti. L'invarianza dell'isospin è assente nelle interazioni deboli e in quelle elettromagnetiche, poiché queste dipendono dal sapore dei quark.
Il valore dell'isospin I può essere ottenuto contando il numero N di stati degeneri (multipletto) e usando la formula 2I + 1 = N. Ad esempio, lo stato di singoletto corrisponde a I = 0, il doppietto a I = 1/2 e il tripletto a I = 1.
Anche l'isospin, come lo spin e gli altri numeri quantici, deve rispettare il principio di esclusione di Pauli. La componente z dell'isospin può essere determinata utilizzando la legge di Gell Mann-Nishijima.